# سکوبا کامارا (بازیکن فوتبال، زاده ۱۹۸۳)
سکوبا کامارا (انگلیسی: Sékouba Camara؛ زادهٔ ۱۰ اوت ۱۹۸۳) بازیکن فوتبال اهل گینه بود.
وی همچنین در تیم ملی فوتبال گینه بازی کرده است.